# Ampedus analogicus
Ampedus analogicus là một loài bọ cánh cứng trong họ Elateridae. Loài này được Kolbe miêu tả khoa học năm 1886.